# Гигиу (Прахова)
Гигиу (рум. Ghighiu) насеље је у Румунији у округу Прахова у општини Барканешти. Oпштина се налази на надморској висини од 120 m.

## Становништво
Према подацима из 2002. године у насељу је живело 738 становника, од којих су сви румунске националности.